# Mako Vs. Geist
Mako Vs. Geist jest czwartym studyjnym albumem grupy DJ? Acucrack.

## Lista utworów
1. "Damage Report" (Jason Novak) – 5:53
2. "Gangland Volume I" (Novak) – 5:28
3. "My Blood" (Novak) – 5:44
4. "Disconnector" (Novak) – 3:23
5. "Chronic Suspension" (Novak) – 5:04
6. "Mighty Fine" (Novak) – 6:13
7. "Killa Freeze" (Novak) – 3:35
8. "Sniper Code" (Novak) – 6:23
9. "Scaldron" (Novak) – 4:39
10. "Get Wikkid (Glitsch VIP)" (Novak/Rose Berlin) – 4:37
11. "So to Speak (Crash Addict Remix)" (Novak/Toni Halliday) – 5:59
12. "Destroyah" (Novak) – 4:34
13. "Gangland Volume III" (Novak) – 8:49

## Wykonawcy
- Jason Novak
- Jamie Duffy
- Toni Halliday – Śpiew (11)
- Rose Berlin – Śpiew (10)
- Kari Cohen, Kelly Britton, Sara Orloff – chórki